# ستيف كين (لاعب كرة قدم)
ستيف كين (بالإنجليزية: Steve Cain)‏ هو لاعب كرة قدم ومدرب كرة قدم نيوزيلندي، ولد في 12 ديسمبر 1958 في نيوزيلندا.

## وصلات خارجية
- ستيف كين على موقع عالم كرة القدم.نت (الإنجليزية)